# Кубок Польщі з футболу 1964—1965
Кубок Польщі з футболу 1964–1965 — 11-й розіграш кубкового футбольного турніру в Польщі. Титул вперше здобув Гурник (Забже).

## Календар
| Раунд        | Матчі | Клуби   |
| ------------ | ----- | ------- |
| Перший раунд | 20    | 70 → 50 |
| Другий раунд | 18    | 50 → 32 |
| 1/16 фіналу  | 16    | 32 → 16 |
| 1/8 фіналу   | 8     | 16 → 8  |
| 1/4 фіналу   | 4     | 8 → 4   |
| 1/2 фіналу   | 2     | 4 → 2   |
| Фінал        | 1     | 2 → 1   |

## Перший раунд
| Команда 1                    | Рахунок | Команда 2                   |
| ---------------------------- | ------- | --------------------------- |
| Сталь (Красник)              | 2:2 дч* | Ресовія (Ряшів)             |
| МКС Пшасниш                  | 1:3 дч  | Пуща (Гайнівка)             |
| Домб (Дембно)                | 4:4 дч* | Граніт (Свідвин)            |
| П'яст (Цешин)                | 4:2     | Унія (Освенцим)             |
| Юранд (Мальборк)             | 1:0     | Ґраніца (Кентшин)           |
| Вармя (Ґраєво)               | 3:2 дч  | Варшавянка (Варшава)        |
| Ураган (Моронг)              | 0:2     | Флота (Гдиня)               |
| Гвардія (Кошалін)            | 0:3     | Погонь-2 (Щецин)            |
| Куявяк (Влоцлавек)           | 2:6     | Лех (Познань)               |
| Варта (Познань)              | 3:0     | Палучанка (Жнін)            |
| Карпати (Кросно)             | 1:0     | Гетьман (Замостя)           |
| Іскра (Кельце)               | 3:2     | Влукняж (Лодзь)             |
| Влукняж (Пабяніце)           | 5:0     | Ґранат (Скаржисько-Каменна) |
| Кароліна (Явожина-Шльонська) | 0:6     | Чарні (Жагань)              |
| Царіна (Ґубін)               | 1:0     | БКС Бобжане (Болеславец)    |
| ГКС Ґлухолази                | 2:4     | РОВ (Рибник)                |
| Напжуд (Ліпіни)              | 2:0     | Отмент (Крапковіце)         |
| Вавель-2 (Краків)            | 2:1     | Ураня (Руда-Шльонська)      |
| Унія (Тарнув)                | 5:2     | Варта (Заверце)             |
| КС 27 Ожеґув                 | 1:2     | Вавель (Краків)             |

* - переможець був визначений за допомогою жеребування.

## Другий раунд
| Команда 1          | Рахунок | Команда 2           |
| ------------------ | ------- | ------------------- |
| Ресовія (Ряшів)    | 4:2     | Гарбарня (Краків)   |
| Пуща (Гайнівка)    | 1:2     | Люблінянка (Люблін) |
| Граніт (Свідвин)   | 3:2     | Арка (Гдиня)        |
| П'яст (Цешин)      | 1:0     | Вавель-2 (Краків)   |
| Юранд (Мальборк)   | 1:4     | Полонія (Бидгощ)    |
| Вармя (Ґраєво)     | 2:3     | Вармя (Ольштин)     |
| Лех (Познань)      | 3:0     | Лехія (Гданськ)     |
| Погонь-2 (Щецин)   | 1:0     | Варта (Познань)     |
| Іскра (Кельце)     | 0:3     | Краковія (Краків)   |
| Влукняж (Пабяніце) | 1:4     | Ракув (Ченстохова)  |
| Чарні (Жагань)     | 1:1 дч* | Старт (Лодзь)       |
| Царіна (Ґубін)     | 1:2     | Гурник (Валбжих)    |
| РОВ (Рибник)       | 2:0     | Вікторія (Явожно)   |
| Напжуд (Ліпіни)    | 4:0     | Заглембє (Валбжих)  |
| Унія (Тарнув)      | 1:0     | Сталь (Мелець)      |
| Вавель (Краків)    | 3:1     | ГКС (Катовиці)      |
| Флота (Гдиня)      | 2:2 дч  | Арконія (Щецин)     |
| Карпати (Кросно)   | 2:2 дч  | Вісла (Краків)      |

* - переможець був визначений за допомогою жеребування.
Перегравання
| Команда 1        | Рахунок | Команда 2       |
| ---------------- | ------- | --------------- |
| Флота (Гдиня)    | 1:4     | Арконія (Щецин) |
| Карпати (Кросно) | 0:2     | Вісла (Краків)  |

## 1/16 фіналу
| Команда 1           | Рахунок | Команда 2            |
| ------------------- | ------- | -------------------- |
| Ресовія (Ряшів)     | 1:3 дч  | Шомберки (Битом)     |
| Люблінянка (Люблін) | 1:3 дч  | Гурник (Забже)       |
| Граніт (Свідвин)    | 1:4     | Погонь (Щецин)       |
| П'яст (Цешин)       | 1:4     | Вісла (Краків)       |
| Полонія (Бидгощ)    | 1:4     | Гвардія (Варшава)    |
| Вармя (Ольштин)     | 2:1     | Завіша (Бидгощ)      |
| Лех (Познань)       | 2:4     | Легія (Варшава)      |
| Погонь-2 (Щецин)    | 2:3     | ЛКС (Лодзь)          |
| Ракув (Ченстохова)  | 1:2     | Рух (Хожув)          |
| Чарні (Жагань)      | 2:1     | Полонія (Битом)      |
| Гурник (Валбжих)    | 2:5     | Унія (Ратибор)       |
| РОВ (Рибник)        | 1:1 дч* | Одра (Ополе)         |
| Напжуд (Ліпіни)     | 2:0     | Краковія (Краків)    |
| Унія (Тарнув)       | 0:3     | Заглембє (Сосновець) |
| Вавель (Краків)     | 0:0 дч* | Сталь (Ряшів)        |
| Арконія (Щецин)     | 0:1     | Шльонськ (Вроцлав)   |

* - переможець був визначений за допомогою жеребування.

## 1/8 фіналу
| Команда 1          | Рахунок | Команда 2            |
| ------------------ | ------- | -------------------- |
| ЛКС (Лодзь)        | 3:1     | Шомберки (Битом)     |
| РОВ (Рибник)       | 1:3     | Гурник (Забже)       |
| Напжуд (Ліпіни)    | 2:3     | Вісла (Краків)       |
| Унія (Ратибор)     | 1:2     | Гвардія (Варшава)    |
| Легія (Варшава)    | 4:1     | Вармя (Ольштин)      |
| Чарні (Жагань)     | 2:1     | Погонь (Щецин)       |
| Вавель (Краків)    | 1:1 дч* | Заглембє (Сосновець) |
| Шльонськ (Вроцлав) | 2:1     | Рух (Хожув)          |

* - переможець був визначений за допомогою жеребування.

## 1/4 фіналу
| Команда 1          | Рахунок | Команда 2       |
| ------------------ | ------- | --------------- |
| Вавель (Краків)    | 0:2     | ЛКС (Лодзь)     |
| Шльонськ (Вроцлав) | 1:3     | Гурник (Забже)  |
| Гвардія (Варшава)  | 0:0 дч* | Легія (Варшава) |
| Чарні (Жагань)     | 1:1 дч* | Вісла (Краків)  |

* - переможець був визначений за допомогою жеребування.

## 1/2 фіналу
| Команда 1       | Рахунок | Команда 2      |
| --------------- | ------- | -------------- |
| Легія (Варшава) | 1:2 дч  | Гурник (Забже) |
| Чарні (Жагань)  | 1:1 дч* | ЛКС (Лодзь)    |

* - переможець був визначений за допомогою жеребування.

## Фінал
| 2 червня 1965 |

| Гурник (Забже)                        | 4:0      | Чарні (Жагань) |
| ------------------------------------- | -------- | -------------- |
| Поль 19' (пен.), 25', 34' Мусялек 62' | Протокол |                |

| Стадіон «Лехія», Зелена Гура Глядачів: 20 000 Арбітр: Едвард Будай |